# Manoir de Serrain
Le manoir de Serrain est un manoir situé à Durtal, en France.

## Localisation
Le manoir est situé dans le département français de Maine-et-Loire, sur la commune de Durtal.

## Historique
L'édifice est inscrit au titre des monuments historiques en 1985.